# 9018 Galache
A 9018 Galache (ideiglenes jelöléssel (9018) 1987 JG) a Naprendszer kisbolygóövében található aszteroida. Alan C. Gilmore és Pamela M. Kilmartin fedezte fel 1987. május 5-én.